# Wielki Rów Zachodni
Wielki Rów Zachodni to część Wielkich Rowów Afrykańskich. Zamyka od zachodu Wyżynę Wschodnioafrykańską. Rozciąga się od doliny górnego Nilu aż po obniżenie rzeki Zambezi, a jego przebieg wyznaczają kolejno: Nil Alberta, Jezioro Alberta, rzeka Semliki, Jezioro Edwarda, jezioro Kiwu, rzeka Ruzizi, jezioro Tanganika, rzeka Kavuu, jezioro Rukwa, jezioro Niasa (Malawi) i kończące jego bieg obniżenie wykorzystywane przez rzekę Shire.
Po obu stronach Rowu występują wysoko wzniesione masywy zrębowe i stożki wulkaniczne. Do najważniejszych należą: grupa górska Wirunga, wraz z Górami Błękitnymi i czynnymi wulkanami: Karisimbi (4507 m n.p.m.) oraz Nyiragongo (3470 m n.p.m.), masyw Ruwenzori (5109 m n.p.m.), góry Mitumba (3305 m n.p.m.), masyw Rungwe (2961 m n.p.m.), masyw Nyika (2606 m n.p.m.), masyw Vipya (ponad 2000 m n.p.m.) i góry Mlandżi (ponad 3000 m n.p.m.).